# أنصار (النبطية)
أنصار هي إحدى القرى اللبنانية من قرى قضاء النبطية في محافظة النبطية. تبلغ مساحتها الإجمالية 38.642 كيلومتراً مربعاً.

## التسمية
يقول السيد محسن الأمين في كتابه خطط جبل عامل: (إنصار - بكسر الهمزة - من أعمال الشقيف، وكانت قاعدة أعمال الشومر وأحد مراكز حكام بني منكر. وقد يكون الاسم عربيا، «الجماعة الذين ينصرون»، أو تحريفا لاسم آرامي قديم من جذر «نصر» ويقابله في العربية «نضر» ويعني معنى النضارة والخصب).

## معلومات جغرافية عن البلدة
بلدة أنصار تشكل ممرا رئيسياً باتجاه مدينة صور لأبناء مناطق حاصبيا ومرجعيون والنبطية. وهي المدينة الثانية بعد النبطية من حيث عدد السكان والمساحة في قضاء النبطية. تبعد عن مدينة النبطية 15 كلم و80 كلم عن العاصمة بيروت، تبلغ مساحتها العقارية 35000 دونم، وترتفع عن سطح البحر 350 م.
تتبع لها إداريا ثلاث مزارع مستقلة عقاريا هي:
- مزرعة «ذمول» المشهورة ببساتين الحمضيات.
- مزرعة «شلبعل» التي تضم مدينة رياضية قيد الإنشاء ومدينة ملاهي، وقد فرزت عقاريا موخرا وأنشئت فيها طرقات تمهيداً لإنشاء مبان على أرضها.
- مزرعة «بصفور» التي تكثر فيها الكسارات.

كما تتبع لها إداريا منطقة «قلعة ميس» المستقلة عقاريا، الموجود على مرتفعها قلعة قديمة ما زالت تحافظ على بعض أطلالها.

## معالم مشهورة في بلدة أنصار
وكانت أنصار قد اشتهرت بالسجن الإسرائيلي المعروف بمعتقل أنصار الذي كان موجود إبان الاحتلال الإسرائيلي لجنوب لبنان. أما الآن فقد تحول المعتقل إلى مخيم لكشافة الرسالة ومسبح.
كما تشتهر بلدة أنصار ببساتين الحمضيات وخصوصا في محلة «عين الصائغ» حيث العديد من عيون الماء وأهمها: عين الصايغ، عين التين، عين الزارفيل، عين شقيف وهي عيون دائمة.

## تاريخ أنصار
كانت بلدة أنصار قاعدة لأقليم الشومر ومركزا لحكم المناكرة (آل منكر)، وتميزت في نهاية العهد العثماني بمركز إداري خاص حيث أقيم فيها مخفر ومبنى حكومي. كما كانت أنصار عاصمة إقليمه في العهود الإقطاعية.
وقد شهدت الكثير من الأحداث التاريخية والمعارك العسكرية أبرزها:
- - وقعة أنصار (1638): كان العثمانيون قد ولّوا على الإمارة المعنية، بعد أسر فخر الدين وسوقه إلى الأستانة عام 1633 الأمير علي علم الدين زعيم الحزب اليمني، والخصم اللدود لآل معن، بينما فرّ الأمير ملحم بن الأمير يونس المعني، وهو الأمير الوحيد الذي بقي حراً من أسرة آل معن، إلى قرية «عرنا» بسفح جبل الشيخ، حيث لجأ إلى أحد أنصار أسرته، ومن هناك بدأ يتصل بأنصاره من الحزب القيسي، مهيئاً نفسه لمعركة فاصلة مع العثمانيين وحلفائهم اليمنيين، الحكام الجدد للإمارة، فخاض، ضد هؤلاء وأولئك، معركة في أرض «القيراط»، قرب قرية «مجدل معوش» بالشوف، عام 1635 كان النصر فيها حليفه، وفرّ الأمير علي علم الدين اليمني على أثر هذه المعركة وتشتّت جيشه، فلجأ إلى قرية «أنصار» بجبل عامل مستنجداً بمشايخها من آل منكر، وكانوا يوالونه ضد الأمير المعني، فلما علم الأمير ملحم بذلك جهّز جيشاً وقصد «أنصار» عام 1638 لمداهمة الأمير علي فيها، ولكن هذا الأخير تمكن من الفرار وأرسل يطلب النجدة من والي الشام، الذي أرسل لمساعدته فرقة من السكمان توجهت لقتال الأمير ملحم، الذي ما إن علم بتوجهها إليه، حتى ترك «أنصار» بعد أن هدمها وقتل نحو ألف وخمسمئة من أهلها، إذ اتهمهم بالانحياز إلى خصومه اليمنيين.
  - مع اجتياح عام 1982 بادر الجيش الإسرائيلي إلى إقامة أكبر معتقل في الشرق الأوسط في بلدة أنصار وضم في داخله حوالي ستة آلاف أسير مارس الجيش الإسرائيلي وعملائه بحقهم أبشع أنواع التعذيب، واستمر المعتقل على حاله حتى ايار عام 1985 عندما انسحبت إسرائيل من معظم المناطق التي احلتها.
  - في حرب تموز عام 2006 كان لأنصار حصة من الاعتداءات الإسرائيلية، ففي الساس من آب 2006 أغار الطيران الإسرائيلي على بلدة أنصار، مرتكبا مجزرة مروعة بعدما اغار على منزل الموطن إبراهيم زين عاصي ويدمره مما أدى إلى استشهادة واستشهاد ابنتيه ماريا وغنى وشقيقة زوجته حسناء قبيسي وجاره مروان علي عاصي وجرح 32 مواطنا آخرين، ودمر حوالي40 منزلا في 170 غارة على البلدة وبساتينها.

## آثارُها
يوجد العديد من المغاير المدفنية واللقى الأثرية تعود إلى العهود الفينيقية والرومانية والبيزنطية وأهم المناطق الأثرية في البلدة:
- قلعة ميس جنوبي البلدة.
- محلة «شبرتين» (شمال غرب البلدة).
- «المريصع» حيث توجد مغارة مدفنية كبيرة وهي في جنوب البلدة.
- محلة «النبية» حيث وجدت فخاريات.
- مزرعة بصفور حيث وجدت مدافن بيزنطية.
- مزرعة " شلبعل " حيث عُثر فيها على آثار هامة استولى عليها الجيش الإسرائيلي العام 1982 م خلال إنشائه لمعتقل أنصار.
- في البلدة جامع قديم العهد يعود بناؤه إلى العام 1113- (1701 م) وقد شهد المجزرة التي قام بها الأمير حيدر الشهابي عام 1730 بحق أبناء البلدة. وأضيف عليه في العام 1250 هـ، ورمم مجددا في ثلاثينيات القرن العشرين.

## أحياؤها السكنية
حي الضيعة، البركة، المرج، الزياتة التحتا، الزياتة الفوقا، الحماري، المشاع الرجم، عين الجديدة، كسار الغزلان.

## سكانها وعائلاتها
كان عدد سكان البلدة في أواخر الستينيات حوالي 5.500 نسمة، وتجاوز في نهاية القرن العشرين العشرة آلاف نسمة بينهم الثلث يعيشون خارجها، ولكن عدد المقيمين فيها حالياً يفوق الـ 15000 نسمة.

## الحالة العلمية
في أواخر القرن التاسع عشر أنشأ السيد حسن علي إبراهيم مدرسة دينية هامة في بلدة أنصار، كان يقصدها العديد من طلاب العلم من نواحي الجنوب المختلفة. وعند وفاته في العام 1911 م خلفه ابنه السيد محمد في تعليم الناشئة العلوم الحديثة ومبادئ الكتابة واللغة والحساب، كذلك العلوم الدينية والفقهية. ثم توقفت المدرسة مع انتهاء الحرب العالمية الأولى وتهدمت وأصبحت أثراً بعد عين. ولم يبق منها في نهاية القرن العشرين سوى بعض حجارة بعد أن كانت ثلاث غرف عامرة بالطلاب.
في نهاية العهد العثماني، وبالإضافة غلى المدرسة المتقدم ذكرها، كان يعلم في كتاتيب البلدة كل من الشيخ أحمد الجمّال (وهو شاعر أيضاً) في منزله لغاية الأربعينيات. يعاونه في بعض الأوقات الحاج داوود الكركي من بلدة خرطوم، وأيضاً محمود الحاج حسين وهبي، وعبد الرسول الصعبي. وتضم أنصار حوزة أنشأها السيد نسيم عطوي منذ 1987 م. وقد تابع الأمور العلمية والدينية عدد من العلماء والفضلاء منهم السيد علي مهدي إبراهيم والشيخ محمد عبد النبى عاصي والشيخ محمد قاسم المصري والشيخ موسى محمد عاصي
بدأت المدرسة الرسمية في بلدة أنصار بمعلم منفرد كان يستبدل كل عام أو أكثر، وكانت الدراسة تتم في غرف مستأجرة. وفي العام 1978 م تم افتتاح مدرسة حديثة متوسطة واستمرت المدرسة القديمة ابتدائية